# Slow Food
Slow Food este o mișcare culturală internațională care funcționează sub forma unei asociații non-profit, născută în Italia, în Bra, în 1986, cu numele de Arci Gola, o emanație a celei mai mari asociații legate de stânga și numită ARCI (Associazione Recreere Culturală Italiană).
Asociația fondată de Carlo Petrini, actualul președinte al Slow Food, este coordonată de un consiliu internațional și condusă de un comitet executiv care funcționează la nivel global, implicând milioane de oameni din peste 160 de țări. Slow Food operează și în domeniul instruirii prin crearea editurii Slow Food Editore și a „Masterului în cultură alimentară și turism durabil” Slow Food de la Universitatea de Științe Gastronomice din Pollenzo.